# The Monkey
The Monkey (悟空の大冒険?, Gokū no Daibōken), letteralmente "Le grandi avventure di Gokū", è un anime giapponese di 39 episodi, scritto e prodotto nel 1967 da Osamu Tezuka con la sua casa di produzione indipendente, la Mushi Production. Fu distribuito in Italia negli anni ottanta.
La trama riprende in chiave parodistica e comica il famoso romanzo cinese Il viaggio in Occidente (chiamato Xiyou ji in cinese e Saiyuki in giapponese), tema già affrontato dall'autore nel 1952 con il manga Boku no Son Gokū (ぼくの孫悟空?, "Il mio Son Gokū"), e animato poi dalla Tōei Dōga in un film intitolato Saiyuki, in Italia rinominato Le tredici fatiche di Ercolino (1960). Da questa stessa leggenda sarà tratto anche il celebre Dragon Ball, di cui vennero fatti vari sequel, e Starzinger, il quale prende spunto dalla saga di Goku per riproporla in chiave sci-fi.
In Giappone, dove il romanzo è studiato nelle scuole come uno dei testi classici fondamentali, i bambini spesso si lamentano che il personaggio di Son Gokū (pronunciato Gokò nell'edizione italiana), inizialmente forte e arrogante, diventa in seguito uno studente bravo e volenteroso; Tezuka per primo cercò di superare il problema, dando al personaggio i tratti di un ragazzino moderno, maleducato e dispettoso. Sebbene il cartone animato fosse destinato a un pubblico di bambini, il linguaggio fu giudicato troppo volgare dalle associazioni di genitori e insegnanti,  in più nella parte centrale della serie  come antagonista appare Satana in persona e fu conseguentemente ritirato dopo qualche anno dalle emittenti TV; questo ne ha probabilmente limitato anche l'esportazione, già difficile a causa del fatto che il romanzo all'epoca era pressoché sconosciuto al grande pubblico in Occidente.
L'intera serie è stata distribuita in Italia in DVD da Yamato Video dal 9 settembre 2008 al 10 marzo 2009 in 7 uscite, con il titolo The Monkey - Le grandi avventure di Goku.

## Trama
L'anime riprende in chiave parodistica e comica il romanzo cinese Il viaggio in Occidente, il cui titolo originale è Xiyou ji, in giapponese detto Saiyuki, che è stato pubblicato per la prima volta anonimo nel 1590, ma è stato fatto uscire in Italia solo nel 1960, dalla Adelphi, col titolo Lo scimmiotto: rappresenta pertanto una satira contemporanea sul contenuto della storia narrata dal testo scritto.
Goku (pronunciato Gokò nell'edizione italiana) è una scimmietta fortissima (il Re-Scimmia della leggenda) che si comporta come un bimbetto dispettoso, isterico, egoista e cocciuto; inizialmente a capo d'una banda di scimmie-banditi, si ritroverà a dover accompagnare un monaco buddista di nome Sanso per recuperare alcuni testi sacri conservati in India. È nato da una pietra posta sulla cima di una montagna, e prima di accompagnare il monaco viene imprigionato temporaneamente dal Buddha in persona, dopo il suo tentativo di scalata al cielo.
Fanno parte del gruppo anche uno spirito suino e un folletto di palude; ed è così che Goku, il reverendo Sanso, il maiale Hakkai ed il kappa Sagoyo (qui trasformato in un avido cercatore di tesori munito di pala e sempre pronto a scavare buche), nonché la fatina Tatsuko, si incamminano per il loro lungo viaggio, affrontando mostri e pericoli d'ogni sorta per poter giungere al termine della loro missione. Da questo momento, Goku diverrà un personaggio amante della giustizia.

## Personaggi principali
- Goku - La scimmietta protagonista della storia, ispirata allo scimmiotto Sun Wukong, forte e dispettosa, ma anche leale e giusta: si veste con un kimono rosso, va sempre in giro con la sua amata lancia magica (che si può allungare od accorciare a piacimento secondo la volontà del suo possessore) donatagli dal padre di Tatsuko, e viaggia su una nuvola dorata che gli permette di volare a una velocità supersonica. Si comporta come un maschiaccio ed è un po' infantile; quando si mette in testa di far qualcosa, difficilmente molla.
- Tansuko/Tatsuko - Si tratta di una fatina dall'aspetto di una bimbetta dai capelli rosa: è capace di trasformarsi in qualsiasi cosa ella desideri e sembra che provi una qualche attrazione nei confronti di Goku. È l'unico personaggio creato ed aggiunto appositamente per l'Anime, quindi assente nel romanzo originale. Per il suo essere innamorata del protagonista, sono in molti a crederla erroneamente una scimmietta rosa (con il potere di trasformarsi in una farfalla).
- Reverendo Sanzo/Sanso - Il bonzo che guida il gruppo, ispirato al monaco buddista Sanzang. Alto e magrissimo, viaggia in groppa ad un ronzino tutto pelle ed ossa come lui, che in questa versione non è il principe drago del romanzo. Si veste con abiti d'oro e pur essendo ancora un novizio è già capace di tradurre ed interpretare antichi manoscritti e formule magiche. Siccome è molto gracile ed impacciato, viene considerato da tutti come una "femminuccia".
- Hakkai - Dall'aspetto di maiale parlante, ispirato al maialino Zhu Bajie, è molto goloso (soprattutto di pesche) e spesso va in giro con un rastrello.
- Sagoyo/Sagojo - Ispirato al demone acquatico Sha Wujing, è l'ultimo ad aggregarsi al gruppo. Ha l'aspetto di un vecchietto scorbutico ed è ossessionato dal desiderio di trovare oggetti preziosi: a tale scopo scava ovunque con la sua pala (donatagli da Goku).

## Edizione italiana

### Doppiaggio
| Personaggio           | Doppiatore italiano |
| --------------------- | ------------------- |
| Gokò/Goku             | Annarosa Garatti    |
| Sagoyo/Sagojo         | Eugenio Marinelli   |
| Tansuko/Tatsuko       | Sonia Scotti        |
| Reverendo Sanzo/Sanso | Carlo Reali         |
| Hakkai                | Nino Scardina       |
| Voce narrante         | Rino Bolognesi      |

### Sigla
La sigla italiana, Monkey, è stata incisa da Roberto Soffici con lo pseudonimo I Coccodrilli. Il singolo è stato scritto da Luigi Albertelli su musica di Roberto Soffici e arrangiamento di Piero Soffici.

## Episodi
| Nº | Titolo italiano Giapponese 「Kanji」 - Rōmaji                                                                              | In onda           | In onda |
| Nº | Titolo italiano Giapponese 「Kanji」 - Rōmaji                                                                              | Giapponese        |         |
| 1  | È nata una scimmia 「悟空誕生」 - gokū tanjō                                                                               | 7 gennaio 1967    |         |
| 2  | Goku al cospetto degli dei del cielo 「キント雲はいただき」 - kinto kumo haitadaki                                         | 14 gennaio 1967   |         |
| 3  | Sanso, il piccolo grande prete 「坊さんナンバーワン」 - bō san nanbawan                                                    | 21 gennaio 1967   |         |
| 4  | Che fatica trovare il tesoro! 「宝の地図はペケペケ」 - takara no chizu ha pekepeke                                         | 28 gennaio 1967   |         |
| 5  | Cantando sotto la pioggia 「雨に唄えば」 - ame ni utae ba                                                                  | 4 febbraio 1967   |         |
| 6  | Il mago del filo d'argento 「銀糸仙人」 - gin ito sennin                                                                   | 11 febbraio 1967  |         |
| 7  | Il villaggio dei fiori 「ゴミまで愛して」 - gomi made itoshi te                                                            | 18 febbraio 1967  |         |
| 8  | Il folle hobby del dottor Boom 「博士は何にしびれたか」 - hakase ha nani nishibiretaka                                     | 25 febbraio 1967  |         |
| 9  | Ai confini della realtà 「おかしな？おかしな？」 - okashina? okashina?                                                     | 4 marzo 1967      |         |
| 10 | Piromania: una grande passione 「ハートでいただき」 - hato deitadaki                                                       | 11 marzo 1967     |         |
| 11 | Per un sindaco in più 「どっちもどっち！」 - docchimodocchi!                                                               | 18 marzo 1967     |         |
| 12 | Il mostro della palude 「ぼくはコブコブよ！」 - bokuha kobukobu yo!                                                        | 25 marzo 1967     |         |
| 13 | Il fantasma del re 「王様はユウレイ」 - ōsama ha yūrei                                                                     | 1º aprile 1967    |         |
| 14 | Senza senso e i quaranta ladroni 「カジババと40にんの盗賊」 - kajibaba to 40 ninno tōzoku                                  | 8 aprile 1967     |         |
| 15 | Il segreto dello scrigno 「あけてビックリ」 - akete bikkuri                                                                | 15 aprile 1967    |         |
| 16 | Il sequestro dei giocattoli 「5.9(ゴクウ）作戦」 - 5.9 (gokū) sakusen                                                      | 22 aprile 1967    |         |
| 17 | Goku baby sitter 「奥様は妖怪」 - okusama ha yōkai                                                                         | 29 aprile 1967    |         |
| 18 | L'infame mostro 「ベロリベロベロ」 - beroriberobero                                                                        | 6 maggio 1967     |         |
| 19 | La principessa Mandolina 「われらガードマン」 - warera gadoman                                                             | 13 maggio 1967    |         |
| 20 | I bounty killers 「荒野の妖怪」 - kōya no yōkai                                                                            | 20 maggio 1967    |         |
| 21 | Tondo via dal mondo 「プイプイ教の大魔神」 - puipui kyō no dai majin                                                       | 27 maggio 1967    |         |
| 22 | Le zanne mortali del drago 「妖怪連合シリーズ第1弾！ ドラゴンの牙」 - yōkai rengō shirizu dai 1 dan! doragon no kiba       | 3 giugno 1967     |         |
| 23 | I piedi del demonio 「妖怪連合シリーズ第2弾！ バラモンの足」 - yōkai rengō shirizu dai 2 dan! baramon no ashi              | 10 giugno 1967    |         |
| 24 | Le mani erculee 「妖怪連合シリーズ第3弾！ ヘラクレスの手」 - yōkai rengō shirizu dai 3 dan! herakuresu no te               | 17 giugno 1967    |         |
| 25 | Le ali demoniache 「妖怪連合シリーズ第4弾！ ハネ一族の巻」 - yōkai rengō shirizu dai 4 dan! hane ichizoku no kan           | 24 giugno 1967    |         |
| 26 | I capelli di Medusa 「妖怪連合シリーズ第5弾！ メデュウスの髪の毛」 - yōkai rengō shirizu dai 5 dan! medeyūsu no kaminoke   | 1º luglio 1967    |         |
| 27 | L'occhio ipnotizzatore 「妖怪連合シリーズ第6の妖怪ハリケーン」 - yōkai rengō shirizu dai 6 no yōkai hariken                | 8 luglio 1967     |         |
| 28 | Goku contro il grande re 「妖怪連合シリーズ第7弾！ 妖怪連合のさいご」 - yōkai rengō shirizu dai 7 dan! yōkai rengō nosaigo | 15 luglio 1967    |         |
| 29 | Il re ghiacciolo 「つらら大王の巻」 - tsurara daiō no kan                                                                  | 22 luglio 1967    |         |
| 30 | Il re bramoso e la sua regina 「ガツガツムシャムシャの巻」 - gatsugatsumushamusha no kan                                   | 29 luglio 1967    |         |
| 31 | La città incantata 「かげろうの谷」 - kagerōno tani                                                                        | 5 agosto 1967     |         |
| 32 | La scuola dei mostri 「火輪童子の巻」 - hi wa dōji no kan                                                                  | 12 agosto 1967    |         |
| 33 | Il mostro del lago 「おいらゴウケツだい」 - oira gōketsu dai                                                               | 19 agosto 1967    |         |
| 34 | I demoni della foresta 「人喰いジャングル」 - hitokui janguru                                                              | 26 agosto 1967    |         |
| 35 | Il re maledetto 「霊感大王」 - reikan daiō                                                                                 | 2 settembre 1967  |         |
| 36 | Il genietto cervellone 「おナカの中の中」 - o naka no nakano naka                                                          | 9 settembre 1967  |         |
| 37 | L'orrore delle zucche 「かぼちゃの化物」 - kabochano bakemono                                                              | 16 settembre 1967 |         |
| 38 | I diavoli: corna d'oro e corna d'argento 「金角銀角の巻」 - kin kaku gin kaku no kan                                       | 23 settembre 1967 |         |
| 39 | La fine del viaggio 「あれが天竺の灯だ（最終回）」 - arega tenjiku no tomoshibi da (saishūkai)                             | 30 settembre 1967 |         |

## Live action
Nel 2006 si è presa ispirazione dalla storia per creare un dorama live action intitolato Saiyuki col cantante e idol della Johnny & Associates Shingo Katori come protagonista, nel ruolo del "Re-scimmia".